# Плетан
Плета́н (фр. и брет. Plestan) — коммуна во Франции, находится в регионе Бретань. Департамент — Кот-д’Армор. Входит в состав кантона Плене-Жюгон. Округ коммуны — Сен-Бриё.
Код INSEE коммуны — 22193.

## География
Коммуна расположена приблизительно в 360 км к западу от Парижа, в 70 км северо-западнее Ренна, в 26 км к юго-востоку от Сен-Бриё.

## Население
Население коммуны на 2016 год составляло 1 587 человек.
| 1962 | 1968 | 1975 | 1982 | 1990 | 1999 | 2008 | 2016 |
| ---- | ---- | ---- | ---- | ---- | ---- | ---- | ---- |
| 1254 | 1317 | 1233 | 1245 | 1306 | 1396 | 1540 | 1587 |

## Администрация
| Период | Период | Фамилия        | Партия        | Примечания |
| ------ | ------ | -------------- | ------------- | ---------- |
|        | 1971   | Эжен Бенар     | беспартийный  |            |
| 1971   | 1977   | Анри Бадуар    | беспартийный  |            |
| 1977   | 2001   | Эжен Бенар     | беспартийный  |            |
| 2001   | 2014   | Даниель Муазан | беспартийный  |            |
| 2014   |        | Жан-Пьер Карло | Разные правые | фермер     |

## Экономика
В 2007 году среди 998 человек в трудоспособном возрасте (15—64 лет) 761 были экономически активными, 237 — неактивными (показатель активности — 76,3 %, в 1999 году было 72,4 %). Из 761 активных работали 722 человека (388 мужчин и 334 женщины), безработных было 39 (19 мужчин и 20 женщин). Среди 237 неактивных 81 человек были учениками или студентами, 82 — пенсионерами, 74 были неактивными по другим причинам.

## Достопримечательности
- Крест на кладбище (XV век). Исторический памятник с 1964 года[3]
- Церковь Св. Петра (XV век)
  - Бронзовый колокол (1610 год). Высота — 85 см, диаметр — 75 см. На колоколе выгравирована надпись: Me JAC ROUXEL RECT. M LE MERCI C 1610 IHS SANCTE PETRE ORA PRO NO BIS. Исторический памятник с 1966 года[4]
  - Потир (1654 год). Исторический памятник с 1966 года[5]
- Замок Валь (XV век)
- Замок Каркуэ

## Фотогалерея

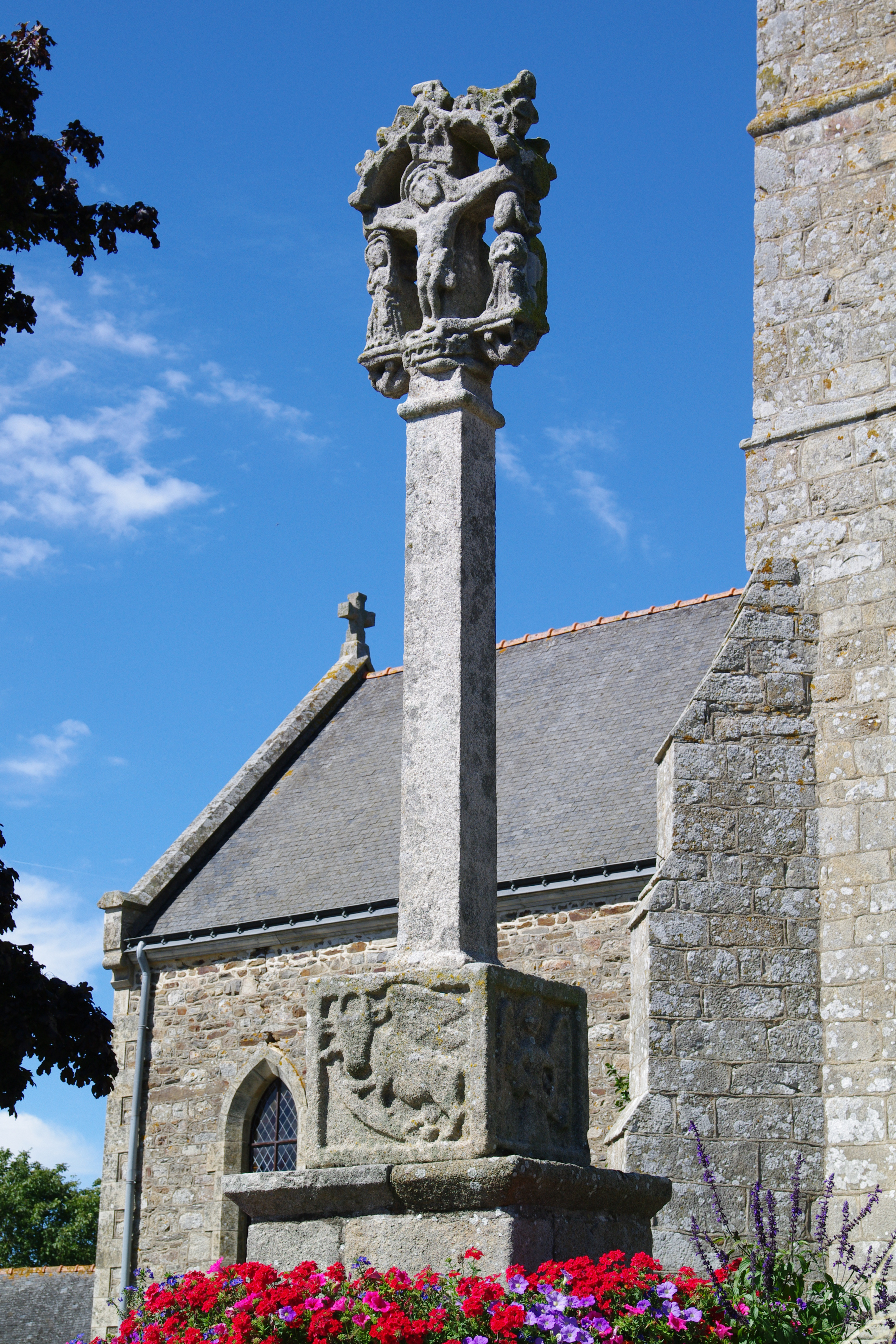
Крест на кладбище
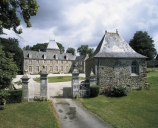
Замок Валь
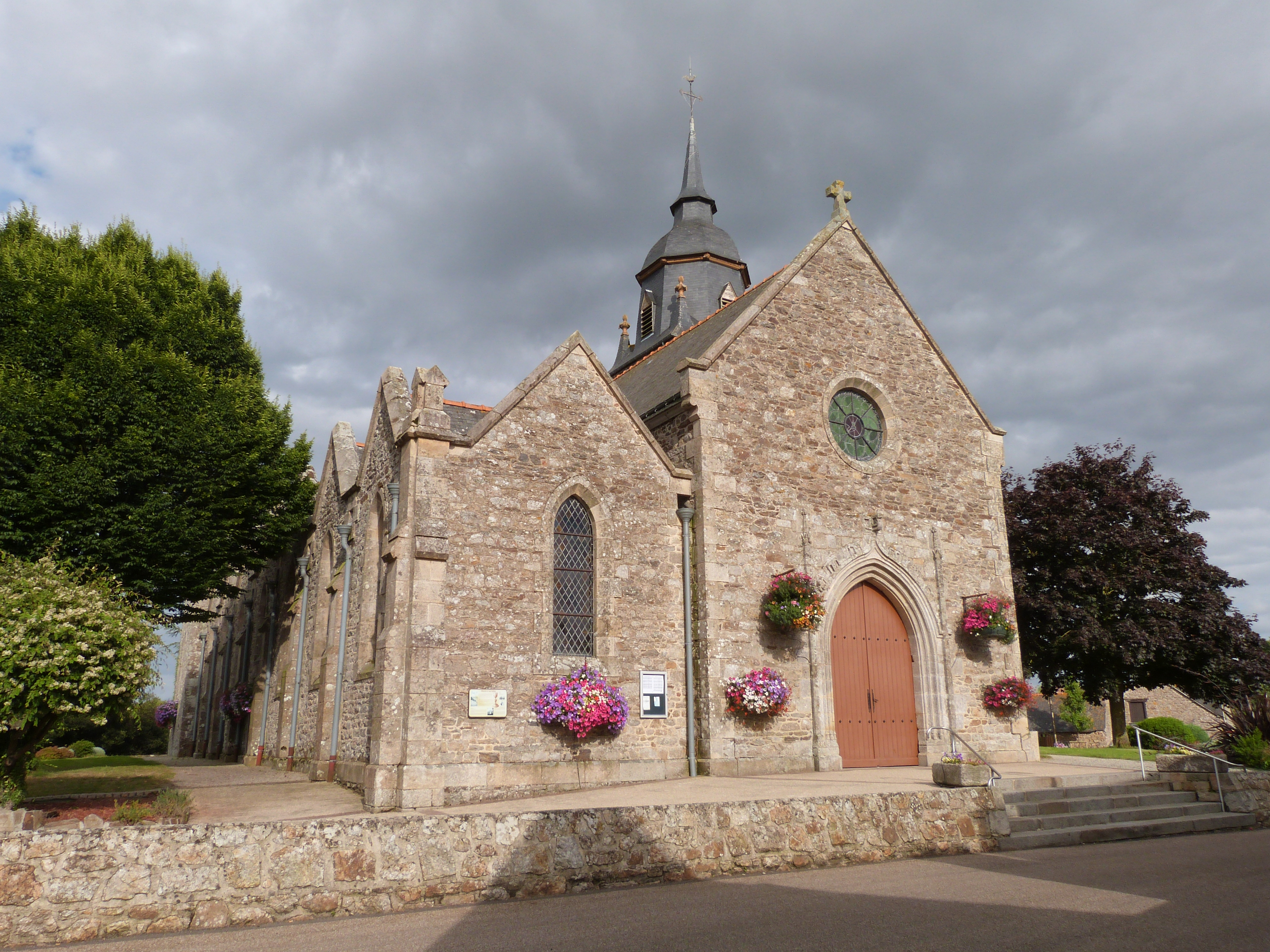
Церковь Св. Петра
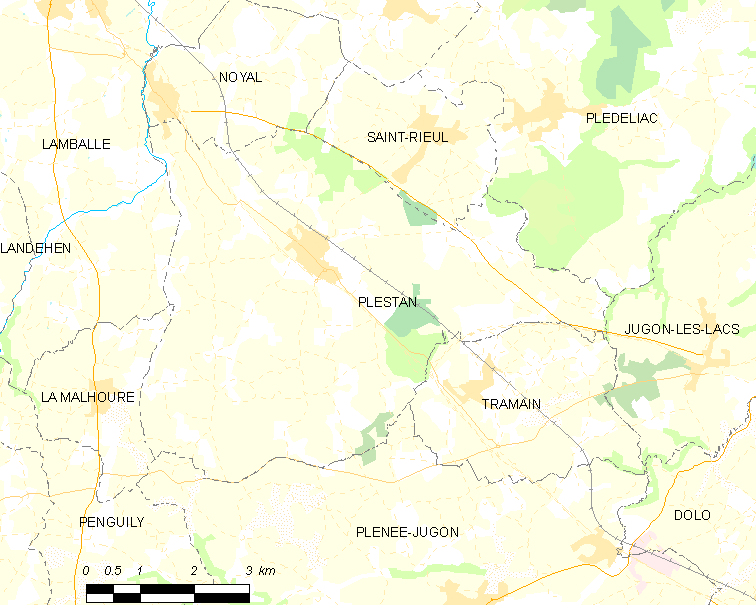
Карта коммуны